# Screaming Blue Murder (Blue Murder)
Screaming Blue Murder è un album live dei Blue Murder, pubblicato nel 1994 per la Geffen Records.

## Tracce
1. Riot – 7:17
2. Cry for Love – 7:53
3. Cold Sweat (Thin Lizzy Cover) – 3:26
4. Billy – 6:46
5. Save My Love – 3:36
6. Jelly Roll – 4:51
7. We All Fall Down – 5:25
8. Please Don't Leave Me – 7:27
9. Still of the Night (Whitesnake Cover) – 8:49
10. Dancin' in the Moonlight (Thin Lizzy Cover) – 4:40

## Formazione
- John Sykes - voce, chitarra
- Marco Mendoza - basso
- Tommy O'Steen - batteria, cori
- Nik Green - tastiere